# Puchar Świata w narciarstwie alpejskim mężczyzn 2004/2005
Puchar Świata w narciarstwie alpejskim mężczyzn sezon 2004/2005 to 39. edycja tej imprezy. Cykl ten rozpoczął się w austriackim Sölden 24 października 2004 roku, a zakończył 13 marca 2005 roku w szwajcarskim Lenzerheide.

## Podium zawodów
| Lp.                                                           | Data                 | Miejscowość            | Konkurencja | 1. Miejsce                | 2. Miejsce            | 3. Miejsce                 |
| ------------------------------------------------------------- | -------------------- | ---------------------- | ----------- | ------------------------- | --------------------- | -------------------------- |
| 1.                                                            | 24 października 2004 | Sölden                 | gigant      | Bode Miller               | Massimiliano Blardone | Kalle Palander             |
| 2.                                                            | 27 listopada 2004    | Lake Louise            | zjazd       | Bode Miller               | Antoine Dénériaz      | Michael Walchhofer         |
| 3.                                                            | 28 listopada 2004    | Lake Louise            | supergigant | Bode Miller               | Hermann Maier         | Michael Walchhofer         |
| 4.                                                            | 2 grudnia 2004       | Beaver Creek           | supergigant | Stephan Görgl             | Bode Miller           | Mario Scheiber             |
| 5.                                                            | 3 grudnia 2004       | Beaver Creek           | zjazd       | Bode Miller               | Daron Rahlves         | Michael Walchhofer         |
| 6.                                                            | 4 grudnia 2004       | Beaver Creek           | gigant      | Lasse Kjus                | Hermann Maier         | Benjamin Raich             |
| 7.                                                            | 5 grudnia 2004       | Beaver Creek           | slalom      | Bode Miller               | Giorgio Rocca         | Rainer Schönfelder         |
| 8.                                                            | 11 grudnia 2004      | Val d’Isère            | zjazd       | Werner Franz              | Marco Büchel          | Michael Walchhofer         |
| 9.                                                            | 12 grudnia 2004      | Val d’Isère            | gigant      | Bode Miller               | Lasse Kjus            | Hermann Maier              |
| 10.                                                           | 13 grudnia 2004      | Sestriere              | slalom      | Bode Miller               | Silvan Zurbriggen     | Kalle Palander             |
| 11.                                                           | 17 grudnia 2004      | Val Gardena            | supergigant | Michael Walchhofer        | Hermann Maier         | Benjamin Raich             |
| 12.                                                           | 18 grudnia 2004      | Val Gardena            | zjazd       | Max Rauffer               | Jürg Grünenfelder     | Johann Grugger             |
| 13.                                                           | 19 grudnia 2004      | Alta Badia             | gigant      | Thomas Grandi             | Benjamin Raich        | Didier Cuche Hermann Maier |
| 14.                                                           | 21 grudnia 2004      | Flachau                | gigant      | Thomas Grandi             | Didier Cuche          | Bode Miller                |
| 15.                                                           | 22 grudnia 2004      | Flachau                | slalom      | Giorgio Rocca             | Rainer Schönfelder    | Alois Vogl                 |
| 16.                                                           | 29 grudnia 2004      | Bormio                 | zjazd       | Johann Grugger            | Michael Walchhofer    | Fritz Strobl               |
| 17.                                                           | 8 stycznia 2005      | Chamonix               | zjazd       | Johann Grugger            | Kristian Ghedina      | Michael Walchhofer         |
| 18.                                                           | 9 stycznia 2005      | Chamonix               | slalom      | Giorgio Rocca             | Benjamin Raich        | Markus Larsson             |
| 19.                                                           | 11 stycznia 2005     | Adelboden              | gigant      | Massimiliano Blardone     | Bode Miller           | Kalle Palander             |
| 20.                                                           | 14 stycznia 2005     | Wengen                 | kombinacja  | Benjamin Raich            | Lasse Kjus            | Didier Défago              |
| 21.                                                           | 15 stycznia 2005     | Wengen                 | zjazd       | Michael Walchhofer        | Christoph Gruber      | Bode Miller                |
| 22.                                                           | 16 stycznia 2005     | Wengen                 | slalom      | Alois Vogl                | Ivica Kostelić        | Benjamin Raich             |
| 23.                                                           | 23 stycznia 2005     | Kitzbühel              | slalom      | Manfred Pranger           | Mario Matt            | Ivica Kostelić             |
| 24.                                                           | 24 stycznia 2005     | Kitzbühel              | supergigant | Hermann Maier             | Daron Rahlves         | Fritz Strobl               |
| 25.                                                           | 25 stycznia 2005     | Schladming             | slalom      | Manfred Pranger           | Benjamin Raich        | André Myhrer               |
| 38. Mistrzostwa Świata w Narciarstwie Alpejskim 2005 – Bormio |                      |                        |             |                           |                       |                            |
| 26.                                                           | 18 lutego 2005       | Garmisch-Partenkirchen | zjazd       | Michael Walchhofer        | Hermann Maier         | Bode Miller                |
| 27.                                                           | 19 lutego 2005       | Garmisch-Partenkirchen | zjazd       | Michael Walchhofer        | Mario Scheiber        | Fritz Strobl               |
| 28.                                                           | 20 lutego 2005       | Garmisch-Partenkirchen | supergigant | Christoph Gruber          | Didier Défago         | François Bourque           |
| 29.                                                           | 26 lutego 2005       | Kranjska Gora          | gigant      | Benjamin Raich            | Hermann Maier         | Kalle Palander             |
| 30.                                                           | 27 lutego 2005       | Kranjska Gora          | slalom      | Giorgio Rocca             | André Myhrer          | Benjamin Raich             |
| 31.                                                           | 5 marca 2005         | Kvitfjell              | zjazd       | Hermann Maier             | Mario Scheiber        | Ambrosi Hoffmann           |
| 32.                                                           | 6 marca 2005         | Kvitfjell              | supergigant | Hermann Maier             | Didier Défago         | Daron Rahlves              |
| 33.                                                           | 10 marca 2005        | Lenzerheide            | zjazd       | Lasse Kjus                | Bode Miller           | Fritz Strobl               |
| 34.                                                           | 11 marca 2005        | Lenzerheide            | supergigant | Bode Miller Daron Rahlves | –                     | Stephan Görgl              |
| 35.                                                           | 12 marca 2005        | Lenzerheide            | gigant      | Stephan Görgl             | Bode Miller           | Benjamin Raich             |
| 36.                                                           | 13 marca 2005        | Lenzerheide            | slalom      | Mario Matt                | Alois Vogl            | Rainer Schönfelder         |

## Klasyfikacje
| Lp. | Zawodnik           | Punkty |
| --- | ------------------ | ------ |
| 1.  | Bode Miller        | 1648   |
| 2.  | Benjamin Raich     | 1454   |
| 3.  | Hermann Maier      | 1295   |
| 4.  | Michael Walchhofer | 1012   |
| 5.  | Daron Rahlves      | 984    |
| 6.  | Didier Défago      | 684    |
| 7.  | Lasse Kjus         | 580    |
| 8.  | Fritz Strobl       | 537    |
| 9.  | Kalle Palander     | 530    |
| 10. | Johann Grugger     | 521    |

| Lp. | Zawodnik           | Punkty |
| --- | ------------------ | ------ |
| 1.  | Michael Walchhofer | 681    |
| 2.  | Bode Miller        | 618    |
| 3.  | Hermann Maier      | 451    |
| 4.  | Daron Rahlves      | 444    |
| 5.  | Johann Grugger     | 418    |
| 6.  | Fritz Strobl       | 379    |
| 7.  | Werner Franz       | 254    |
| 8.  | Mario Scheiber     | 247    |
| 9.  | Christoph Gruber   | 242    |
| 10. | Marco Büchel       | 237    |

| Lp. | Zawodnik           | Punkty |
| --- | ------------------ | ------ |
| 1.  | Bode Miller        | 470    |
| 2.  | Hermann Maier      | 453    |
| 3.  | Daron Rahlves      | 362    |
| 4.  | Didier Défago      | 286    |
| 5.  | Michael Walchhofer | 265    |
| 6.  | Benjamin Raich     | 262    |
| 7.  | Stephan Görgl      | 245    |
| 8.  | Marco Büchel       | 198    |
| 9.  | Mario Scheiber     | 166    |
| 10. | Fritz Strobl       | 158    |

| Lp. | Zawodnik              | Punkty |
| --- | --------------------- | ------ |
| 1.  | Benjamin Raich        | 423    |
| 2.  | Bode Miller           | 420    |
| 3.  | Thomas Grandi         | 366    |
| 4.  | Hermann Maier         | 362    |
| 5.  | Massimiliano Blardone | 345    |
| 6.  | Kalle Palander        | 303    |
| 7.  | Lasse Kjus            | 258    |
| 8.  | Davide Simoncelli     | 207    |
| 9.  | Stephan Görgl         | 206    |
| 10. | Fredrik Nyberg        | 203    |

| Lp. | Zawodnik           | Punkty |
| --- | ------------------ | ------ |
| 1.  | Benjamin Raich     | 552    |
| 2.  | Rainer Schönfelder | 408    |
| 3.  | Manfred Pranger    | 396    |
| 4.  | Giorgio Rocca      | 390    |
| 5.  | Alois Vogl         | 310    |
| 6.  | Mario Matt         | 294    |
| 7.  | Ivica Kostelić     | 263    |
| 8.  | Manfred Mölgg      | 256    |
| 9.  | André Myhrer       | 247    |
| 10. | Kalle Palander     | 227    |

| Lp. | Zawodnik            | Punkty |
| --- | ------------------- | ------ |
| 1.  | Benjamin Raich      | 100    |
| 2.  | Lasse Kjus          | 80     |
| 3.  | Didier Défago       | 60     |
| 4.  | Daniel Albrecht     | 50     |
| 5.  | Kjetil André Aamodt | 45     |
| 6.  | Pierrick Bourgeat   | 40     |
| 7.  | Christoph Gruber    | 36     |
| 8.  | Peter Fill          | 32     |
| 9.  | Hermann Maier       | 29     |
| 9.  | Markus Larsson      | 29     |

| Lp. | Państwo           | Punkty |
| --- | ----------------- | ------ |
| 1.  | Austria           | 8538   |
| 2.  | Stany Zjednoczone | 3157   |
| 3.  | Włochy            | 3032   |
| 4.  | Szwajcaria        | 2704   |
| 5.  | Norwegia          | 1594   |
| 6.  | Kanada            | 1433   |
| 7.  | Francja           | 1028   |
| 8.  | Szwecja           | 1027   |
| 9.  | Niemcy            | 612    |
| 10. | Finlandia         | 606    |